# Canoa ai XV Giochi paralimpici estivi
Le gare di canoa paralimpica dei XV Giochi paralimpici estivi si sono svolte il 14 e 15 settembre 2016 presso la laguna Rodrigo de Freitas. Si è trattato del debutto di questo sport ai Giochi paralimpici.
Vi hanno potuto partecipare fino a 60 atleti (30 uomini e 30 donne), suddivisi in sei tipi di competizioni diverse.

## Formato
Tutte le gare sono state disputate con il kayak lungo un percorso rettilineo di 200 metri. Per ciascuna di esse erano previste 3 categorie: KL1 (fino a tre punti), KL2 (da quattro a sette punti) e KL3 (da otto a nove punti).
Ogni gara iniziava con cinque batterie, ciascuna delle quali con due imbarcazioni. I primi classificati hanno avuto accesso diretto alla finale mentre gli altri hanno disputato le semifinali, al termine delle quali si sono qualificati i primi tre atleti.

## Calendario
Le batterie iniziali si sono tenute mercoledì 14 settembre mentre il giorno successivo si sono disputate semifinali e finali.
| Canoa ai XVI Giochi paralimpici estivi | Canoa ai XVI Giochi paralimpici estivi | Canoa ai XVI Giochi paralimpici estivi | Canoa ai XVI Giochi paralimpici estivi | Canoa ai XVI Giochi paralimpici estivi |
| Evento                                 | Evento                                 | Mer 14                                 | Gio 15                                 | Gio 15                                 |
| -------------------------------------- | -------------------------------------- | -------------------------------------- | -------------------------------------- | -------------------------------------- |
| Donne                                  | K1 200m KL1                            | B                                      | SF                                     | F                                      |
| Donne                                  | K1 200m KL2                            | B                                      | SF                                     | F                                      |
| Donne                                  | K1 200m KL3                            | B                                      | SF                                     | F                                      |
| Uomini                                 | K1 200m KL1                            | B                                      | SF                                     | F                                      |
| Uomini                                 | K1 200m KL2                            | B                                      | SF                                     | F                                      |
| Uomini                                 | K1 200m KL3                            | B                                      | SF                                     | F                                      |

| B | Batterie | SF | Semifinali | F | Finale |

## Podi
| Evento | Evento      | Oro                  | Argento            | Bronzo                   |
| Uomini | K1 200m KL1 | Jakub Tokarz         | Robert Suba        | Ian Marsden              |
| Uomini | K1 200m KL2 | Curtis McGrath       | Markus Swoboda     | Nick Beighton            |
| Uomini | K1 200m KL3 | Serhii Yemelianov    | Tom Kierey         | Caio Ribeiro de Carvalho |
| Donne  | K1 200m KL1 | Jeanette Chippington | Edina Muller       | Kamila Kubas             |
| Donne  | K1 200m KL2 | Emma Wiggs           | Nataliia Lagutenko | Susan Seipel             |
| Donne  | K1 200m KL3 | Anne Dickins         | Amanda Reynolds    | Cindy Moreau             |

## Medagliere
| Posizione | Paese         | Oro | Argento | Bronzo | Totale |
| --------- | ------------- | --- | ------- | ------ | ------ |
| 1         | Gran Bretagna | 3   | 0       | 2      | 5      |
| 2         | Australia     | 1   | 1       | 1      | 3      |
| 3         | Ucraina       | 1   | 1       | 0      | 2      |
| 4         | Polonia       | 1   | 0       | 1      | 2      |
| 5         | Germania      | 0   | 2       | 0      | 2      |
| 6         | Austria       | 0   | 1       | 0      | 1      |
| 6         | Ungheria      | 0   | 1       | 0      | 1      |
| 8         | Brasile       | 0   | 0       | 1      | 1      |
| 8         | Francia       | 0   | 0       | 1      | 1      |
| Totale    | Totale        | 6   | 6       | 6      | 18     |